# Stadthalle Graz
Stadthalle Graz er en indendørs arena, beliggende i Graz, Østrig, bygget mellem 2000 og 2002. Hallen er den største arrangement hal i Østrig.